# Habenaria plectromaniaca
Habenaria plectromaniaca är en orkidéart som beskrevs av Heinrich Gustav Reichenbach och Spencer Le Marchant Moore. Habenaria plectromaniaca ingår i släktet Habenaria och familjen orkidéer. Inga underarter finns listade i Catalogue of Life.